# Ben Doak
Ben Gannon Doak (Dalry, Escocia, 11 de noviembre de 2005) es un futbolista británico. Juega de delantero y su equipo es el AFC Bournemouth de la Premier League.

## Trayectoria
Comenzó su carrera en el Dalry Rovers de su ciudad natal Dalry. Luego de pasar por las inferiores del Ayr United entró a la cantera del Celtic.
Debutó en el primer equipo del club el 29 de enero de 2022 en el empate 1-1 contra el Dundee United por la Scottish Premiership.
En marzo de 2022 fichó por el Liverpool F. C. de la Premier League. Hizo su debut en el mes de noviembre y en total jugó diez partidos antes de ser cedido al Middlesbrough F. C. en agosto de 2024. Un año después dejó definitivamente el club al ser traspasado al AFC Bournemouth y firmar por cinco temporadas.

## Selección nacional
Fue internacional juvenil por Escocia. Formó parte del equipo sub-16 que clasificó al Campeonato Europeo Sub-17 de la UEFA 2022, sin embargo se perdió el certamen por lesión.
Fue citado a la selección de fútbol sub-21 de Escocia en septiembre de 2022, a los 16 años. Debutó el 22 de septiembre ante Irlanda del Norte, donde además anotó un tanto, Doak es el jugador más joven en convertir un gol en la sub-21 escocesa.
Fue incluido en la preselección para participar en la Eurocopa 2024, pero debido a una lesión no pudo acudir al torneo. El siguiente 5 de septiembre hizo su debut con la absoluta en un partido de Liga de Naciones de la UEFA frente a Polonia.

## Estadísticas

### Clubes
Actualizado al último partido disputado el 14 de diciembre de 2023.
| Club                       | Div.          | Temporada     | Liga  | Liga  | Copas nacionales | Copas nacionales | Copas internacionales | Copas internacionales | Total | Total |
| Club                       | Div.          | Temporada     | Part. | Goles | Part.            | Goles            | Part.                 | Goles                 | Part. | Goles |
| -------------------------- | ------------- | ------------- | ----- | ----- | ---------------- | ---------------- | --------------------- | --------------------- | ----- | ----- |
| Celtic F. C. Escocia       | 1.ª           | 2021-22       | 2     | 0     | 0                | 0                | 0                     | 0                     | 2     | 0     |
| Celtic F. C. Escocia       | Total club    | Total club    | 2     | 0     | 0                | 0                | 0                     | 0                     | 2     | 0     |
| Liverpool F. C. Inglaterra | 1.ª           | 2022-23       | 2     | 0     | 3                | 0                | 0                     | 0                     | 5     | 0     |
| Liverpool F. C. Inglaterra | 1.ª           | 2023-24       | 1     | 0     | 1                | 0                | 3                     | 0                     | 5     | 0     |
| Liverpool F. C. Inglaterra | Total club    | Total club    | 3     | 0     | 4                | 0                | 3                     | 0                     | 10    | 0     |
| Total carrera              | Total carrera | Total carrera | 5     | 0     | 4                | 0                | 3                     | 0                     | 12    | 0     |

## Palmarés

### Títulos nacionales
| Título               | Club         | País    | Año     |
| -------------------- | ------------ | ------- | ------- |
| Scottish Premiership | Celtic F. C. | Escocia | 2021-22 |

## Vida personal
Su abuelo, Martin Doak, también fue futbolista.